# Śnieżny Awen
Śnieżny Awen (Worek, K-2, Śnieżny Aven) – jaskinia w Dolinie Miętusiej w Tatrach Zachodnich. Wejście do niej znajduje się w środkowej części ściany Kazalnicy Miętusiej opadającej do Wielkiej Świstówki, na wysokości 1595 metrów n.p.m. Długość jaskini wynosi 9,5 metrów, a jej deniwelacja 6,5 metrów.

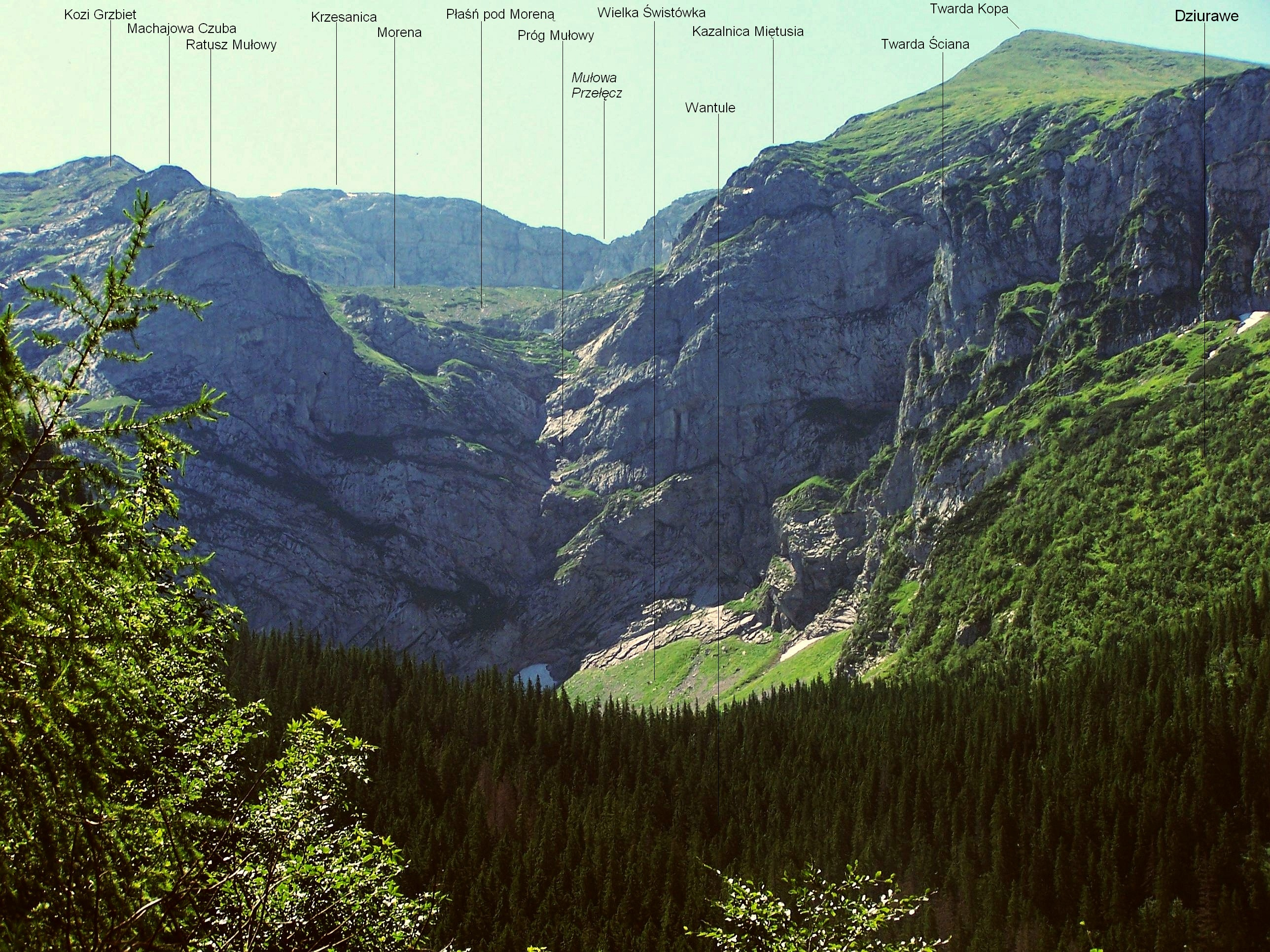
Wielka Świstówka i jej otoczenie

## Opis jaskini
Jaskinię stanowi, wypełniona w znacznej części śniegiem, 6-metrowa studnia do której prowadzi niewielki otwór wejściowy. Z jej dna odchodzi w kierunku Jaskini Lodowej Miętusiej szczelinowy korytarz kończący się zawaliskiem.

## Przyroda
W jaskini brak jest nacieków. Przez cały rok leży w niej śnieg. Ściany są wilgotne, rosną na nich mchy i porosty.

## Historia odkryć
Studnia została odkryta przez L. Nowińskiego i A. Trzaskę podczas wspinaczki ścianą Kazalnicy Miętusiej w 1964 roku. Jej plan i opis sporządziła I. Luty przy współpracy J. Iwanickiego (jr) w 1994 roku.